# Trachelas sinensis
Espèce
Trachelas sinensis est une espèce d'araignées aranéomorphes de la famille des Trachelidae.

## Distribution
Cette espèce est endémique de Chine. Elle se rencontre au Jiangxi, au Hunan, au Guizhou, à Chongqing, au Shaanxi, au Hubei, au Anhui et au Zhejiang.

## Description
Le mâle holotype mesure 5,05 mm et les femelles de 5,10 à 5,80 mm.
Les mâles mesurent de 3,94 à 4,23 mm et les femelles de 4,18 à 5,30 mm.

## Systématique et taxinomie
Cette espèce a été décrite par Chen, Peng et Zhao en 1995.

## Étymologie
Son nom d'espèce, composé de sin[a] et du suffixe latin -ensis, « qui vit dans, qui habite », lui a été donné en référence au lieu de sa découverte, la Chine.

## Publication originale
- Chen, Peng & Zhao, 1995 : « A new species of spider of the genus Trachelas from China (Araneae: Corinnidae). » Acta Zootaxonomica Sinica, vol. 20, p. 161-164.